# Marco Island
Marco Island és una població dels Estats Units a l'estat de Florida. Segons el cens del 2000 tenia 12.879 habitants.

## Demografia
Segons el cens del 2000, Marco Island tenia 14.879 habitants, 7.134 habitatges, i 5.200 famílies. La densitat de població era de 543,5 habitants/km².
Dels 7.134 habitatges en un 11,8% hi vivien nens de menys de 18 anys, en un 68% hi vivien parelles casades, en un 3,4% dones solteres, i en un 27,1% no eren unitats familiars. En el 22,6% dels habitatges hi vivien persones soles el 12,6% de les quals corresponia a persones de 65 anys o més que vivien soles. El nombre mitjà de persones vivint en cada habitatge era de 2,08 i el nombre mitjà de persones que vivien en cada família era de 2,38.
Per edats la població es repartia de la següent manera: un 10,9% tenia menys de 18 anys, un 3,1% entre 18 i 24, un 14,5% entre 25 i 44, un 33,1% de 45 a 60 i un 38,4% 65 anys o més.
L'edat mediana era de 60 anys. Per cada 100 dones de 18 o més anys hi havia 95,8 homes.
La renda mediana per habitatge era de 60.357 $ i la renda mediana per família de 68.979 $. Els homes tenien una renda mediana de 39.651 $ mentre que les dones 26.460 $. La renda per capita de la població era de 42.875 $. Entorn del 4,3% de les famílies i el 5,4% de la població estaven per davall del llindar de pobresa.

## Poblacions més properes
El següent diagrama mostra les poblacions més properes.